# Trichorthosia isa
Trichorthosia isa är en fjärilsart som beskrevs av Beutelspacher 1983. Trichorthosia isa ingår i släktet Trichorthosia och familjen nattflyn. Inga underarter finns listade i Catalogue of Life.